# Легкорейковий сінгапурський метрополітен

Мапа

Легкорейковий метрополітен Сінгапуру (англ. Light Rail Transit, LRT) являє собою додаткові гілки легкорейкового транспорту, які сполучають «спальні райони» Сінгапуру зі станціями сінгапурського метро. Перша подібна лінія з'явилася 1999 року.

## Структура
Станом на 2015 рік існує три легкорейкові лінії, які починаються від станцій метро Букіт Панджанг, Сенгканг і Панггол.

## Оплата
Для проходу в метрополітен необхідно купити пластикову картку.

## Правила
У сінгапурському метрополітені заборонено курити, їсти, провозити дуріан.

## Галерея

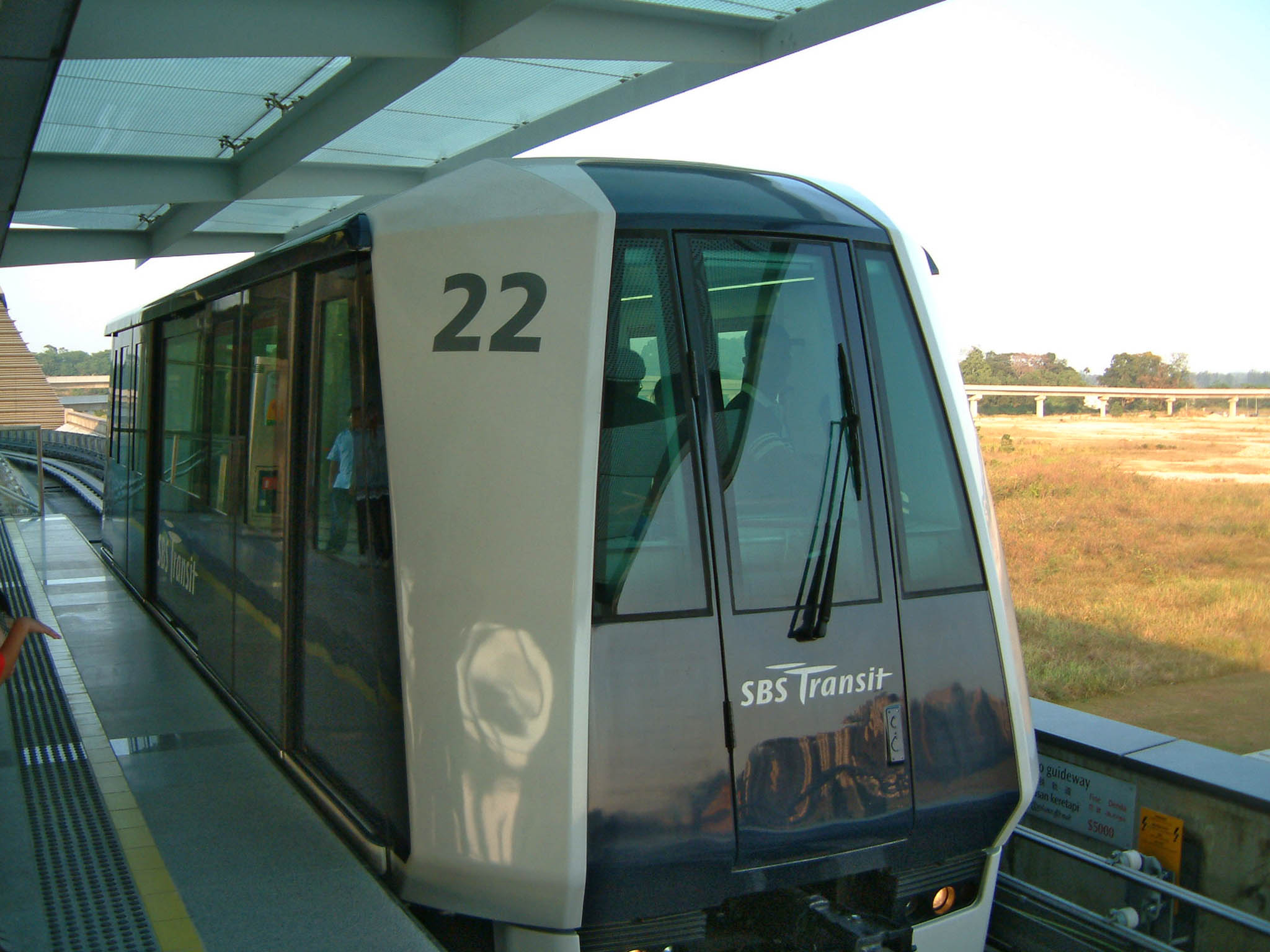
Вагон
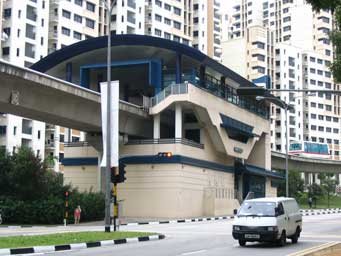
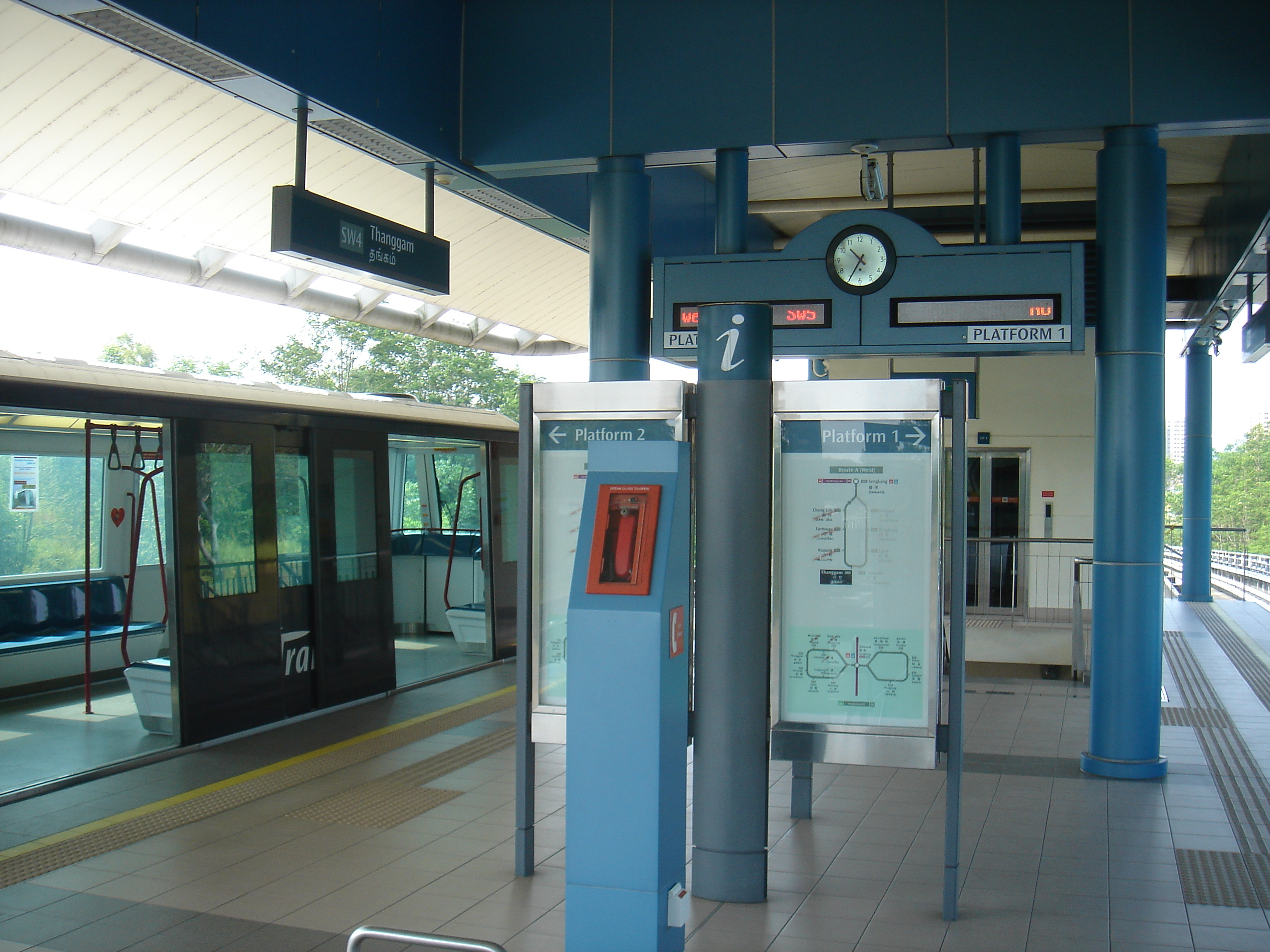
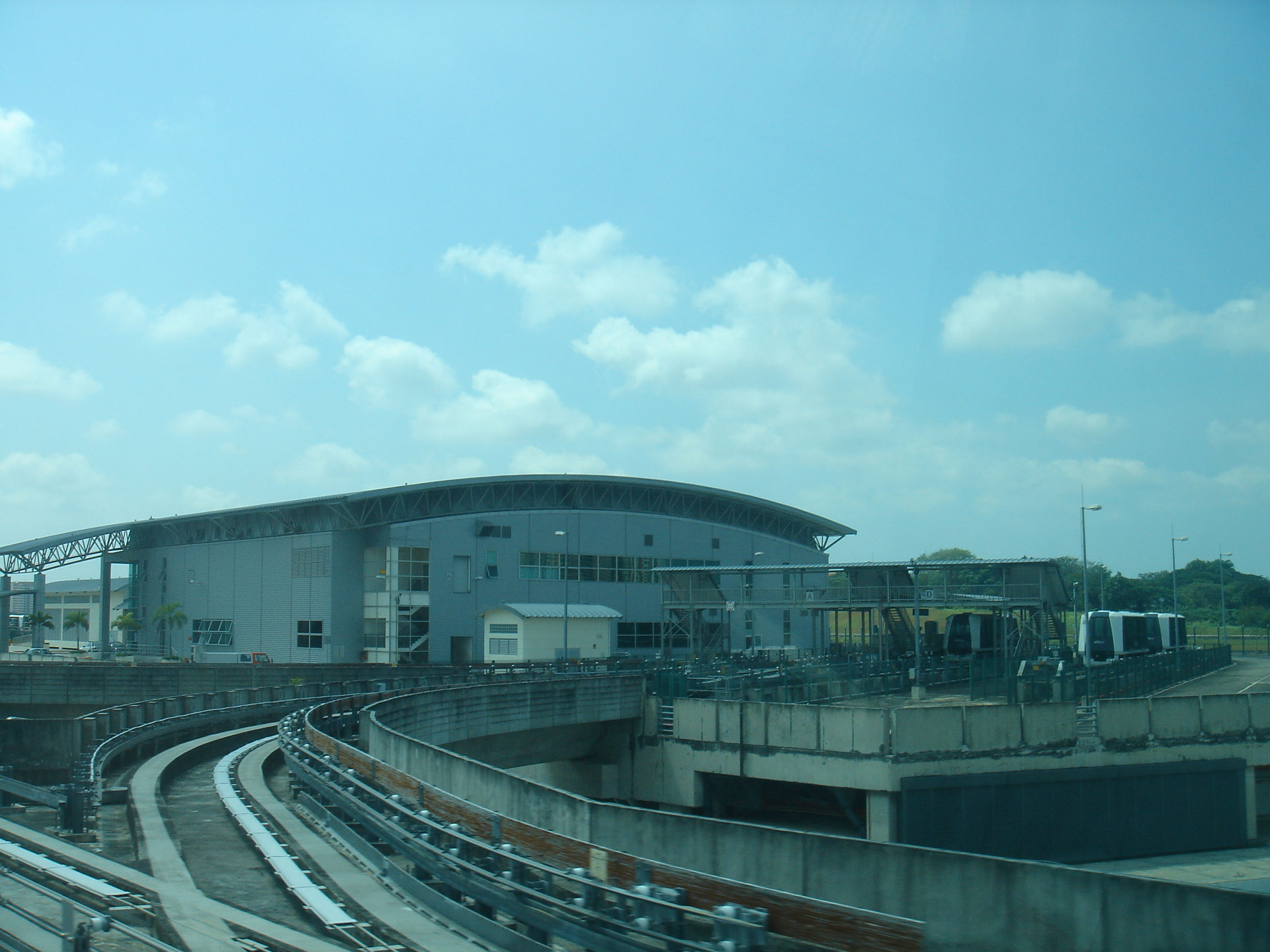
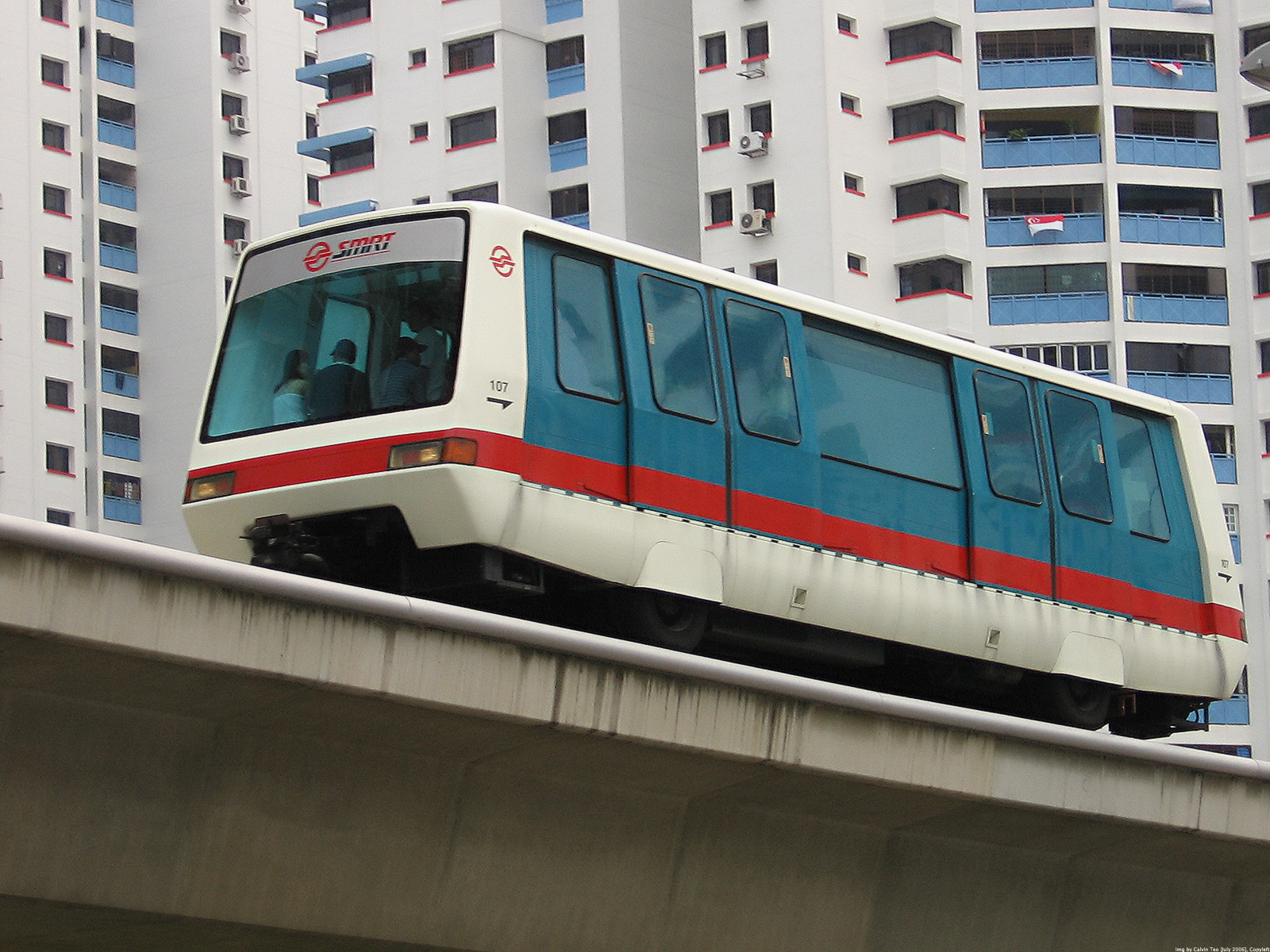
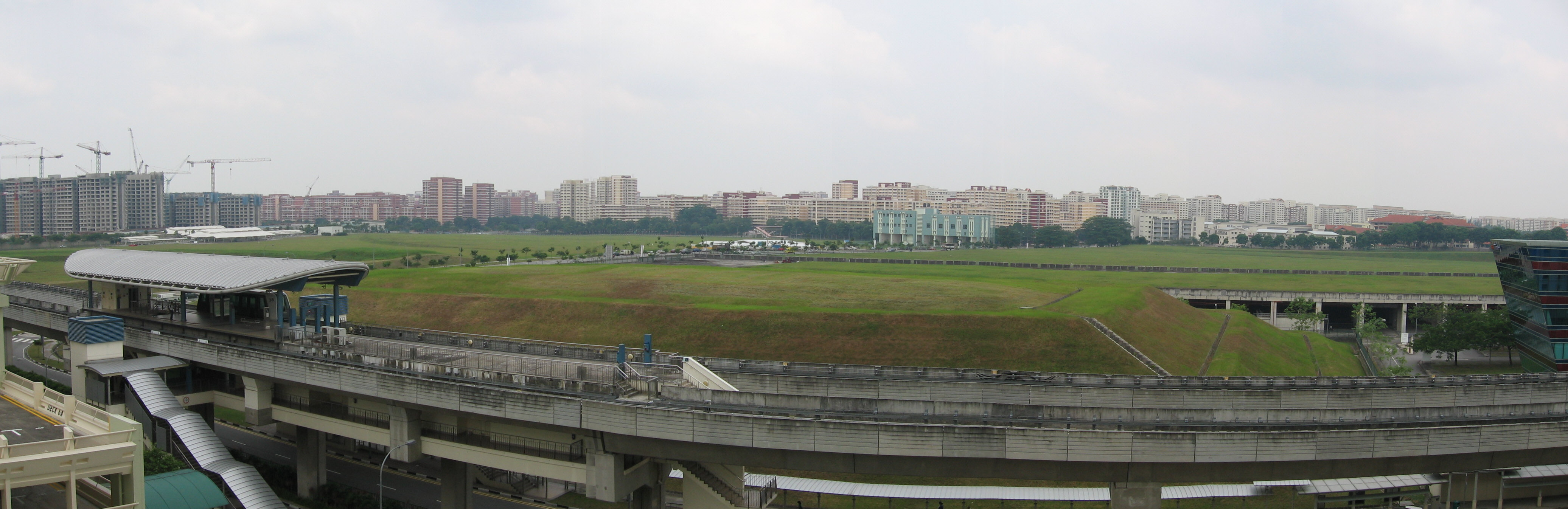